# Villes-sur-Auzon
Villes-sur-Auzon település Franciaországban, Vaucluse megyében. Lakosainak száma 1292 fő (2022. január 1.). Villes-sur-Auzon Blauvac, Flassan, Monieux és Mormoiron községekkel határos.

## Népesség
A település népessége az elmúlt években az alábbi módon változott:
| Lakosok száma | 1308 | 1321 | 1336 | 1287 | 1282 | 1284 | 1273 | 1279 | 1292 |
|               | 2013 | 2015 | 2016 | 2017 | 2018 | 2019 | 2020 | 2021 | 2022 |